# Стів Блумер
Стів Блумер (англ. Steve Bloomer, нар. 9 січня 1874, Дадлі — пом. 16 квітня 1938, Дербі) — англійський футболіст, нападник. По завершенні ігрової кар'єри — футбольний тренер.
Як гравець насамперед відомий виступами за клуб «Дербі Каунті», а також національну збірну Англії. Входить до списку «100 легенд Футбольної ліги».

## Клубна кар'єра
Вихованець футбольної школи клубів «Сент-Джеймс Скул», «Дербі Свіфтс» та «Татбері Готорн».
У дорослому футболі дебютував 3 вересня 1892 року виступами за «Дербі Каунті», в якому провів чотирнадцять сезонів, взявши участь у 375 матчах чемпіонату. Більшість часу, проведеного у складі «баранів», був основним гравцем атакувальної ланки команди. У складі «Дербі Каунті» був одним з головних бомбардирів команди, маючи середню результативність на рівні 0,63 голу за гру першості.
Протягом 1906—1910 років захищав кольори команди клубу «Мідлсбро».
Завершив професійну ігрову кар'єру у клубі «Дербі Каунті», у складі якого вже виступав раніше. Вдруге Стів прийшов до команди 1910 року і захищав її кольори до припинення виступів на професійному рівні у 1914 році.

## Виступи за збірну
1895 року дебютував в офіційних матчах у складі національної збірної Англії. Протягом кар'єри у національній команді, яка тривала 13 років, провів у формі головної команди країни 23 матчі, забивши 28 голів.

## Кар'єра тренера
Розпочав тренерську кар'єру, повернувшись до футболу після невеликої перерви, 1923 року, очоливши тренерський штаб клубу «Реал Уніон».
З 1925 року очолював тренерський штаб резервної команди «Дербі Каунті».
Помер 16 квітня 1938 року

## Досягнення

### Командні
- Володар кубка Іспанії: 1924

### Індивідуальні
- Найкращий бомбардир чемпіонату Англії: 1896 (20 голів), 1897 (22 голи), 1899 (23 голи), 1901 (23 голи), 1904 (20 голои)
- Увійшов до списку найкращих футболістів XX сторіччя за версією IFFHS